# Chiquititas (2013)
Chiquititas é uma telenovela brasileira produzida pelo SBT, e exibida entre 15 de julho de 2013 a 14 de agosto de 2015 em 545 capítulos, substituindo Carrossel e sendo substituída por Cúmplices de um Resgate.
Escrita por Íris Abravanel com a supervisão de texto de Rita Valente e a colaboração de Carlos Marques, Fany Higuera, Gracy Iwashita, Gustavo Braga e Marcela Arantes, o folhetim inspirou-se na telenovela argentina homônima, de Cris Morena, que também deu origem à primeira versão brasileira, autoria de Cris Morena e adaptação de Gustavo Barrios.
Giovanna Grigio e Manuela do Monte interpretaram as personagens principais Milena e Carolina Correia, respectivamente, numa trama que narra o cotidiano do orfanato Raio de Luz, onde a garota, apelidada como Mili, convive com as demais crianças apesar da tristeza de não ter uma família unida. Guilherme Boury, Giovanna Gold, Júlia Gomes, Raissa Chaddad, Sandra Pera, Thaís Pacholek, Daniel Andrade, Gabriel Santana,  Naiumi Goldoni, Virginia Novick, Milena Ferrari, João Acaiabe e Carla Fioroni interpretam os demais personagens principais da história.

## Antecedentes e contexto

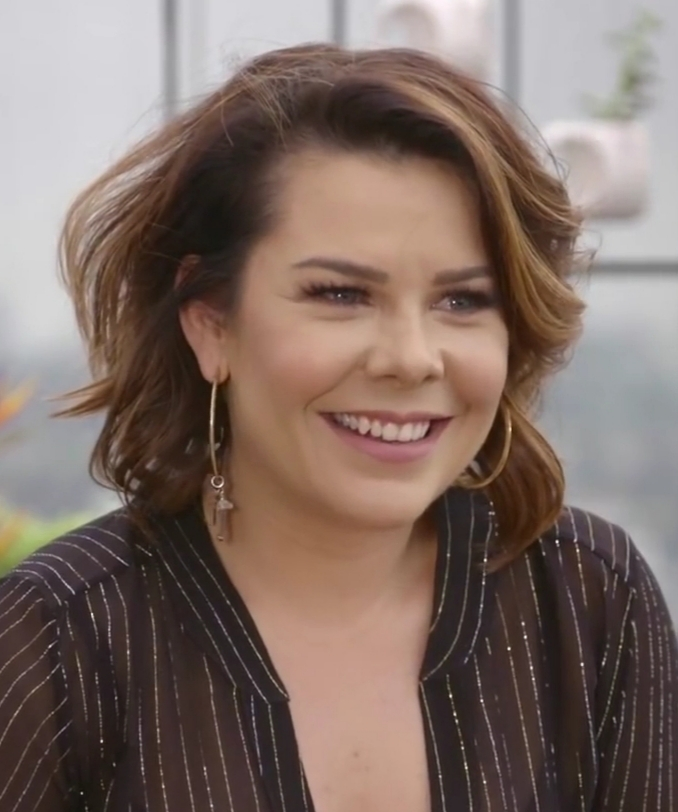
Fernanda Souza interpretou Mili na primeira versão brasileira de Chiquititas, a qual conseguiu um grande sucesso.

Em 1995, Cris Morena criou Chiquititas, uma telenovela infantil cujo roteiro seguia a história de Milagros, uma garota que é separada da mãe por seu avô e vai morar em um orfanato criado por ele para recebê-la, chamado Rincón de Luz.
Dois anos após a estreia da obra argentina, o Sistema Brasileiro de Televisão firmou um contrato com a Telefe em que diversas produções argentinas seriam adaptadas para  que culminaria em uma co-produção de uma versão brasileira da telenovela. Fernanda Souza foi escolhida para interpretar Milena — a versão brasileira de Milagros — apelidada como Mili; e Flávia Monteiro foi escalada como Carolina, que na trama original chamava-se Belen. Estreando em 28 de julho de 1997, Chiquititas conseguiu um sucesso imediato entre o público infantil, alcançando médias de 12 a 18 pontos na medição do Instituto Brasileiro de Opinião Pública e Estatística (IBOPE), chegando à marca de 6 milhões de telespectadores diariamente. Os álbuns com as trilhas da novela venderam mais de 1 milhão de cópias. Devido à sua extensão, a novela foi dividida em temporadas e durante o período de transição entre essas temporadas, foram exibidas as mexicanas Luz Clarita e O Diário de Daniela. O sucesso da história permaneceu por mais alguns anos; no entanto, a audiência começou a cair, passando a oscilar entre 9 pontos, devido ao sucesso de Uga Uga (2000), que chegava a marcar 43 pontos. Além disso, o contrato de Morena com a Telefe encerraria-se em 2001, então o SBT acabou por decretar o fim da telenovela. Seu último capítulo foi exibido em 17 de janeiro de 2001, totalizando cinco temporadas e 786 capítulos, tornando-a a telenovela brasileira com mais capítulos.
Entre o período de término da trama e 2012, o SBT transmitiu vinte telenovelas inéditas. Depois de Corações Feridos (2012), a emissora anunciou que iniciaria o desenvolvimento de "um remake" de  Carrusel (1989), esta já exibida anteriormente pelo canal e que durante sua transmissão alcançou elevados índices de audiência. Carrossel então foi produzida, estreou em 21 de maio de 2012 e manteve uma média de 12,3 pontos na medição de público, catapultando a audiência da emissora em um horário — 20h30min — em que costumava marcar 5 pontos. A produção infantil também foi bem-recebida pelos críticos televisivos, que destacaram a fidelidade ao texto mexicano e o resultado bem-sucedido da decisão de produzir uma versão de uma história já exibida.

## Enredo
O enredo transcorre da seguinte forma:

### Primeira fase (2013-2014)
Chiquititas gira em torno do orfanato Raio de Luz, que carrega em sua história um grande segredo envolvendo a família e o dono do orfanato, Dr. José Ricardo Almeida Campos. Em um período anterior à novela, exatos treze anos, sua filha Gabriela se apaixonou e ficou grávida de Miguel, filho de Valentina, empregada da casa dos Almeida Campos. Pouco depois, José Ricardo sequestrou sua neta, pois ele não aceitava que sua filha se envolvesse com um empregado. Como sua neta, Milena, apelidada como Mili, precisava de um lugar para morar, ele comprou um casarão e fundou um orfanato, o Raio de Luz. Mili cresceu lá com outras garotas que chegaram posteriormente: Bia, Ana, as irmãs Tati e Vivi, e Cris. Ao decorrer dos anos, elas se tornam uma família. Elas são supervisionadas por Ernestina, a rígida zeladora do orfanato, e Chico, o cozinheiro amado pelas internas. Sofia, ex-governanta da família Almeida Campos, é a diretora do lugar, até que ela fica muito doente e um dia acaba não resistindo, e então Carmem, irmã de José Ricardo, entre em seu lugar. Logo no primeiro capítulo, Mili conta uma história a suas amigas, que acaba por se tornar sua trajetória durante a trama.
Chegam ainda mais órfãos: Pata, Mosca, Binho e Rafa, que viviam nas ruas antes de entrarem na instituição. Pata e Mili tornam-se amigas rapidamente, enquanto Mosca, Binho e Rafa são os primeiros garotos a entrar no abrigo. As crianças sem-teto foram ajudadas por uma doce e bela garota que tocam e mudam a vida delas, assim como as das garotas órfãs.
Ela é Carolina, uma jovem que trabalha na sede de uma das cafeterias de José, o Café Boutique, e é estudante de psicologia. Carol vive com sua amiga Letícia e seu irmão Beto. No decorrer da trama, após a morte de Letícia devido a um câncer em fase terminal, Clarita se muda para sua casa e ajuda a cuidar de Daniela, a filha de Letícia que Carol fica como responsável judicial. Em seu trabalho, Carol conhece Junior, o filho mais novo de José Ricardo, um economista que vivia em Londres e volta para São Paulo para continuar seus negócios. Ele descobre que sua irmã, Gabriela, está em estado de choque e culpa seu pai pela crise dela. Junior também questiona a benevolência de seu pai ao abrir a instituição de caridade, sendo que José sempre demonstrou esnobismo e egoísmo. Ele e Carol se juntam a Mili para ajudá-la a desvendar seu passado. Junior e Carol apaixonam-se profundamente um pelo outro, porém José faz o impossível para separá-los. Gabriela entra em estado de choque, pois acredita que teve uma filha natimorta, o que revela-se uma mentira contada por seu pai quando Mili nasceu. Seu estado grave é suavizado por ela, ambas inconscientes do parentesco. Ainda na história, há Maria Cecília, filha de Eduarda e funcionária do Café Boutique, que é obrigada por sua mãe a tentar conquistar Junior para herdar sua fortuna. Tobias, empregado do café, se apaixona por ela e faz de tudo para conquistá-la, criando até uma outra identidade de um cantor português chamado Tomás Ferraz. Maria Cecília diz para sua mãe que ela e Junior estão namorando, e ele descobre. Tenta ajudá-la com sua mãe, mas a diz que não poderia ficar fingindo para sempre. Maria começa a fingir que está saindo com Junior, enquanto na verdade começa a sair com Tobias. Em um desses encontros, se beijam e se apaixonam.
Ernestina é influenciada por Cíntia, que estava no cargo de diretora, e acaba fugindo do orfanato; ela então é substituída por Matilde, sua irmã gêmea sem que ninguém suspeite. Ela faz várias maldades com as crianças a pedido de Cíntia que sabia de toda a verdade. Carol encontra uma menina abandonada nas ruas, chamada Maria, que acaba sendo levada para o orfanato. Maria mais tarde descobre que sua boneca favorita Laurinha, que acaba ganhando vida. Matias, o primeiro amor de Vivi, vai viajar para os Estados Unidos para estudar e deixa muitas saudades. Dani, após ir para o orfanato devido a uma armação de José Ricardo, acaba se tornando paraplégica ao cair da escada do orfanato, o motivo dessa queda foi o susto que ela levou ao se deparar com Brunilda, a horripilante aranha de Matilde. No fim da temporada José Ricardo morre de infarto e Junior viaja para a Amazônia à procura de Miguel.

### Segunda fase (2014)
Tobias interrompe o casamento de Maria Cecilia e Junior e acaba se casando com ela, permitindo que Junior volte para Carol. Chegam novos vizinhos ao orfanato: Janu, Bel, Janjão, Tatu e André, que acabam criando uma grande rivalidade com os órfãos. Miguel, filho de Valentina, retorna para desmascarar Carmen e acaba descobrindo que foi ela quem mandou sabotar seu helicóptero anos atrás, causando o acidente que desfigurou parte de seu rosto. Além disso, Miguel acredita que uma das meninas residentes no orfanato é sua filha perdida, ela possivelmente sendo Bia, Cris, ou Mili. Enquanto tenta atravessar a rua, Valentina é atropelada e fica um bom tempo em coma, favorecendo a situação de Carmem. Miguel descobre o verdadeiro testamento de José Ricardo e tenta subornar Carmen em troca deste, que está com Cíntia. Após a morte de José Ricardo, Carmen altera seu testamento e fica com o dinheiro dele. Ela acaba descobrindo por meio desse que Mili é filha de Gabriela, que recuperou a memória e voltou a ser uma pessoa normal. Ela manda a mulher para a fazenda da família, mas ela consegue escapar. Gabriela perde novamente a memória e fica aos cuidados de uma família que mora por perto. Carmen descobre isso e vai até lá para pegar a sobrinha, a traz de volta para casa e, aproveitando que Junior está viajando, ela manda Gabriela para Paris por um bom tempo. Enquanto isso, é um novo começo na vida de Carol, uma vez que ela foi nomeada a nova diretora do orfanato pelo próprio José Ricardo, antes de morrer. Nesta temporada entram novos orfãos como: Thiago, Samuca, Neco e Teca, a afilhada de Chico, que vai morar  com ele após a morte do pai. Eduarda descobre que Tobias e Maria Cecília estão juntos, mas desaprova a relação deles. Junior volta para sua casa e pergunta por Gabriela. Carmem mente dizendo que a mulher está perdida. Em Paris, Gabriela encontra Cintia, mas não a reconhece. Mais tarde volta para o orfanato uma menina chamada Marian, que foi devolvida por todas as famílias que a adotaram, e irá fazer a vida de todos os órfãos um inferno. Carmen vai até o orfanato conversar com Marian e tem a ideia de a menina se passar por filha de Gabriela para ela poder retirar a fortuna depositada na conta de Mili. Gabriela retorna para São Paulo, ela e Mili se reaproximam a cada dia com Carmem seguindo-as de perto, tentando impedi-lás de saber o segredo e os seus verdadeiros laços. Ela se junta forças para Marian para dificultar a vida de Mili. Devido a um acidente armado por Marian, Mili acaba cega. Ernestina volta para tentar ajudar Matilde, porém a mesma é enganada pela irmã e vai parar na cadeia. Miguel descobre que Mili é sua filha e tenta contar a verdade para Junior, mas acaba preso após uma armação de Carmen. Cris desenvolve uma relação com André. Vivi e Samuca começam a ser mais do que amigos. Bel se apaixona por Rafa e Janu está divida entre Mosca e André. A relação entre Carol e Junior será dilacerada graças a Andreia, ex-namorada de Junior, e seu filho Diego, que volta através de Carmem para tentar reconquistá-lo. Cíntia volta à direção do “Raio de Luz”, com o apoio de Carmem, após uma armação de ambas para conseguir retirar Carol.

### Terceira fase (2014-2015)
Helena, a nova governanta da orfanato, é uma mulher amarga que mantém sua neta Lúcia trancada em um quarto em uma casa da vila, a fim de "protegê-la”. Neco descobre Lúcia e torna-se seu amigo para a vida, mostrando-lhe o mundo e, gradualmente, fazendo dela parte de sua família, contra a vontade de Helena. Carmem, Armando, Cintia e Matilde abrem as portas e acabam se deparando com quatro cavaleiros, conhecidos como Cavaleiros do Apocalipse. Marian descobre sobre o tesouro e acaba por também querer uma parte dele. Com a ajuda de Chico, Ernestina é solta da cadeia e volta para o orfanato. Carol consegue recuperar o cargo de diretora após descobrir a armação. Miguel foge da cadeia e conta toda a verdade sobre Carmen para Junior, que tenta desmascará-la. Mili recupera a visão e descobre que Gabriela é sua mãe. Quando percebe que foi descoberta, Carmem sequestra Mili e tenta fugir com ela e Marian para a Suíça, mas isso não é bem sucedido, pois Mosca consegue salvar Mili. O filho de Carol e Júnior nasce no mesmo dia e mesmo hospital que o nascimento das filhas gêmeas de Maria Cecília e Tobias. Maria encontra sua mãe no decorrer da temporada; Joana explica que, desde que ela era infértil, seu segundo marido se tornou abusivo e depositou o seu ódio para a menina. Maria foi então abandonada por sua mãe, que temia o pior. A mulher arrependida, mais tarde, volta a encontrar a menina, mas devido a uma doença grave morre após o reencontro e Maria acaba sendo adotada por Gabi e Miguel. Cícero, o pai de Vivi e Tati volta para suas vidas reabilitado, com o objetivo de reconquistar sua filhas, após várias tentativas, ele consegue. Bia encontra o seu pai e vai embora com ele, levando Ana junto após muita insistência. Thiago descobre que o ex-jogador Robson Nunes, treinador do time de futebol da escola, é o seu pai e se despede de todos. Junior e Carol decidem adotar as crianças que ficaram no orfanato. Paçoca, um menino de rua que tinha desavenças com os garotos do orfanato, sai das ruas e é adotado por Eduarda. Matilde se arrepende de seus crimes e se entrega para polícia. Carmen é presa ao tentar fugir do país e apanha de Matilde na cadeia. Porém consegue sair com a ajuda de Cíntia. As duas finalmente encontram o tesouro, porém, acabam presas entre os túneis e ao tentarem sair usando dinamite nas paredes, as duas morrem soterradas. Acontece o baile de galã da festa de 15 anos de Mili, onde ela finalmente termina a história  que contou no primeiro episódio.
O último capítulo termina com o clipe de melhores momentos da novela, ao som da música "Chiquititas Dança Assim".

## Elenco

Parte do elenco infantil da telenovela

Manuela do Monte interpreta Carolina Correia, funcionária do Café Boutique, que foi fundado por José Ricardo (Roberto Frota), também dono do orfanato Raio de Luz. Mili (Giovanna Grigio) foi a primeira a chegar ao orfanato, que contêm a travessa Bia (Raissa Chaddad), seguido dos órfãos Ana (Giulia Garcia), Binho (Gui Vieira), Cris (Cinthia Cruz), Dani (Carolina Chamberlain), Fábio (Naoki Takeda), Janu (Anna Livya Padilha), Lúcia (Bianca Paiva), Maria (Sophia Valverde), Marian (Júlia Gomes), Mosca (Gabriel Santana), Pata (Júlia Olliver), Rafa (Filipe Cavalcante), Samuca (Donato Veríssimo), Tati (Gabriella Saraivah), Thiago (Pedro Henrique) e Vivi (Lívia Inhudes), da boneca Laura (Amanda Furtado), da zeladora Ernestina/Matilde (Carla Fioroni), do cozinheiro Chico (João Acaiabe) e da diretora Sophia (Liza Vieira). Teca (Lorena Tucci), que na adaptação de 1997 se chamava Polyana, é afilhada de Chico e vai morar no orfanato após seu pai morrer.
Junior Almeida Campos (Guilherme Boury) é irmão de Gabriela (Naiumi Goldoni), uma jovem inválida que está sob cuidados de sua tia malvada Carmen (Giovanna Gold) e da governanta Valentina (Sandra Pêra). Tobias (Pedro Lemos) é amigo de Carol e trabalha com Letícia (Amanda Acosta), e é apaixonado pela gerente do Café Boutique, María Cecília (Lisandra Parede), porém sua mãe Eduarda (Virgínia Novick) é contra o relacionamento. Beto (Emílio Eric) é um jovem mulherengo e não se interessa por Clarita (Letícia Navas), que tenta conquistar o rapaz. Eric e Navas trabalharam juntos anteriormente em TV Globinho, programa infantil da Rede Globo.
Daniel Andrade atua como o misterioso "Máscarado", trata-se de Miguel, ex-namorado de Gabriela, que devido a um acidente esconde seu rosto desfigurado. Rico e vaidoso, Duda (Filipe Bragança) é um parente distante da família dos Almeida Campos, filho da prima de Carmen. Juca (Matheus Chequer) fugiu do reformatório em que morava. Ele se unirá a Carmen para fazer várias maldades. Mathias (Thiago Wittner) é um garoto rico que mora com seus pais. Namora Vivi por um tempo, sem saber que ela é órfã. Cinthia (Milena Ferrari) é uma modelo bonita e elegante que precisa interromper sua carreira devido à idade. Usa seu charme para conquistar o empresário Dr. José Ricardo. Ambiciosa e manipuladora, tem o objetivo de conseguir a posse da casa onde funciona o orfanato Raio de Luz, que era propriedade de seus pais e que esconde um tesouro precioso. Cícero, pai de Tati e Vivi, é desempenhado por Ernando Tiago, enquanto João Gabriel interpreta Armando, vilão e braço direito de José Ricardo.

## Produção
"Baseada no sucesso de Carrossel e nas pesquisas que indicavam a carência de uma programação infanto-juvenil à noite, optou-se por revisitar essa história. Chiquititas tem os ingredientes necessários para cativar não só crianças, mas a família em geral".

—Íris Abravanel sobre a telenovela.
Após o sucesso de audiência e comercial de Carrossel, a diretora do SBT, Daniela Beyruti, teve a ideia de continuar com a dramaturgia infanto-juvenil com um novo remake de Chiquititas ou um inédito da mexicana Carita de ángel. Mesmo com outros diretores se impondo contra a ideia, os executivos da emissora aceitaram-na e começaram a produzir a primeira opção. O anúncio de que seria a escolhida chegou à imprensa em setembro de 2012. Íris Abravanel encerrou Carrossel em outubro de 2012 e após uma semana começou a adaptar o texto de Chiquititas. Abravanel desenvolveu os primeiros trinta capítulos da telenovela em Orlando e os entregou em 13 de fevereiro de 2013 para a produção. O elenco se reuniu pela primeira vez na tarde do dia 18 e em 25 do mesmo mês e ano as gravações se iniciaram. A entrada das famílias nos sets de filmagem foi vetada pela emissora, para, segundo Patrícia Kogut, "evitar o falatório, a distração e as fotos postadas sem consentimento no Facebook", o que ocorria com Carrossel. As filmagens ocorrem nos estúdios 7 e 8 do CDT da Anhanguera, além da cidade cenográfica, construída em janeiro de 2013 e que tem 1,140 metros quadrados. O preparador de elenco Beto Silveira, comentou as gravações: "Com amor, carinho e respeito: gravando". As gravações costumam ter duração de 6 a 8 horas por dia e ocorrem também em feriados e fins de semana. O elenco tem pausas para comer, descansar, e no caso do elenco infantil, fazer as lições de casa. Cada capítulo tem um orçamento de aproximadamente R$ 200 mil, e ao todo, serão gastos 54 milhões de reais. Em entrevista concedida ao jornalista Daniel Castro, a autora disse que a telenovela "não seria uma simples cópia" da primeira versão. A trama ganharia um foco diferente, novos personagens e um novo arco dramático.
O elenco interpreta a abertura da telenovela, "Remexe", que está presente em Chiquititas: Volume 1, primeira trilha sonora baseada no folhetim, que foi lançada em agosto de 2013. Chiquititas, cujo título é uma referência às internas do orfanato Raio de Luz, foi bem-recebida comercialmente e publicamente. Classificada pela imprensa como uma "novela para toda a família", as atuações, os roteiros e os cenários foram elogiados - embora ainda seja notável a falta de diálogos fortes, como analisaram alguns jornalistas. Sua divulgação é notável tanto na própria emissora quanto em outros meios, e durante sua exibição no Brasil, a produção obtém uma audiência média de 10-13 pontos na medição do Instituto Brasileiro de Opinião Pública e Estatística, índices considerados satisfatórios tanto pela mídia quanto pela emissora, que determinou uma meta de 7 pontos. Foram licenciados 500 produtos, entre eles cadernos, lancheiras e revistas, com um faturamento de mais de R$ 100 milhões somente nesta área.
Diante da boa audiência e faturamento com produtos licenciados, o SBT decidiu esticar a telenovela até meados de agosto de 2015. No entanto, a emissora adotou uma estratégia pouco conveniente para os telespectadores. Para prolongar a duração da trama, o canal utilizou uma quantidade considerada exagerada de clipes e flashbacks nos capítulos. O fato rendeu algumas piadas por parte do público. Durante um webchat oficial, a atriz Júlia Olliver, intérprete da personagem Pata, revelou que a trama, apesar de já ultrapassar a marca de 400 capítulos, teve apenas 386 escritos. As gravações foram encerradas no dia 28 de fevereiro de 2015, contabilizando 5 745 cenas feitas no estúdio 7, onde foram abrigados os cenários do Orfanato Raio de Luz, 1 067 gravadas na Cidade Cenográfica, 5 763 cenas no estúdio 8 e outras 1 728 gravações externas.

### Escolha do elenco
| “                                                     | Quando soube que tinha sido escolhida, foi o dia mais feliz da minha vida. Eu não esperava que fosse conseguir esse personagem. Foi uma grande surpresa [...] Estou fazendo a minha Mili, que com certeza é diferente da que foi feita por Fernanda Souza. Mas sem mudar o espírito da personagem. | ” |
| — Giovanna Grigio, intérprete de Mili, sobre o papel. | |   |

Os testes para o elenco infantil da telenovela se iniciaram em novembro de 2012, ao mesmo tempo que agências de atores mirins começaram a fazer testes falsos, enganando os responsáveis das crianças envolvidas. Em seguida o SBT afirmou que apenas a emissora faria os testes. Em 22 de janeiro de 2013, o preparador de atores Beto Silveira, que também participou na preparação do elenco da primeira versão, foi recontratado. Junto com Silveira, a diretora de elenco Márcia Italo, o preparador Ariel Moshe, a psicóloga Rosa Szwarchberg, a fonoaudiologia Camila Mercatelli, a professora de canto Maria de Diniz e ao coreografo Eudóxio Junior completaram a equipe. As atrizes Fernanda Pontes e Tammy Di Calafiori realizaram testes para interpretar a protagonista Carolina Correia, mas por fim o papel ficou para Manuela do Monte. Manuela disse que não assistiu a versão de 1997 e que usou experiências da sua vida para interpretar sua personagem. Ela também disse, em entrevista para a revista Caras que, na época da edição, pensou em fazer teste para ser uma das internas do orfanato, e que, ao ser escolhida para interpretar Carol, realizou um sonho.
Larissa Manoela, que interpretou Maria Joaquina em Carrossel, renovou contrato com o SBT em novembro de 2012, e havia sido escalada para interpretar Fran na segunda fase da telenovela,Mas acabou sendo desligada do elenco, pouco depois, devido a outros projetos com a produção que atuava e a gravação de um álbum, que foi distribuído através da Deckdisc,juntamente a isto,a personagem também foi descartada da trama. Gésio Amadeu, que atuou como chefe Chico na primeira versão da telenovela, foi convidado para repetir o papel na refilmagem, mas recusou por estar contratado pela Rede Globo  e com isso já estava gravando a novela Flor do Caribe, indicando o ator João Acaiabe para desempenhar o personagem. Uma grande parte do elenco infanto-juvenil da novela já havia trabalhado em diversas produções da Rede Globo.. O elenco completo foi divulgado pela emissora paulista dia 7 de fevereiro de 2013 e apresentado em 23 de abril.

### Cenário e caracterização

O orfanato Raio de Luz é um dos cenários de maior parte da trama, e seu prédio é o principal de toda a estrutura montada pelo SBT para a gravação da telenovela.

O orfanato Raio de Luz e o Café Boutique são os cenários da maior parte da trama. O prédio do orfanato é o principal de toda a estrutura montada pela emissora. Com o auxílio de computação gráfica, foi possível apresentar maior profundidade e tamanho para cada ponto deste e de outras construções, as quais se limitam a fachadas. As cenas internas são filmadas nos estúdios 7 e 8. As casas próximas ao abrigo refletem em um padrão arquitetônico de bairros históricos de São Paulo, como aos próximos do centro do município. Sobrados de dois andares e outros térreos remetem ao estilo do século XX. Garagens, por exemplo, não existem e os carros ficam estacionados na própria rua. A casa da personagem Carol é onde os funcionários do café se reúnem. Também são cenários recorrentes: a mansão da família Almeida Campos, onde ocorrem as cenas de Gabriela, Carmem e José Ricardo e a casa onde Eduarda e Maria Cecília moram. O Café Boutique, na telenovela, é um arranha-céu, enquanto que na cidade cenográfica, possui apenas dois andares. Com projeção gráfica, a equipe técnica do SBT acrescentou mais alguns pisos. O piso térreo do prédio se subdivide no Café e na recepção do edifício da família Almeida Campos. A recepção é um dos únicos pontos de toda a cidade que conta com estrutura interna, com mesas, elevadores, computadores e todo o mobiliário que remete a um ambiente como tal.
Por fim, dando sequência à rua onde está localizada a cafeteria, são encontradas lojas e clínicas, com um aspecto contemporâneo e, de acordo com João Gabriel Batista, do NaTelinha, "similar às ruas de bairros nobres paulistanos, como os Jardins". Calçadas mais amplas em uma rua arborizada dividem espaço com fachadas de sapatarias, lojas de roupas, clínica de estética e uma galeria de arte. Todas elas contam com uma pequena profundidade e um mobiliário que se limita ao necessário para que em cena tais ambientes pareçam críveis. Também houve cuidado na escolha da tipografia e na identidade visual de cada uma das lojas, de forma que cada uma delas tenha um logotipo e cores adequadas ao ramo que pertencem. Tais cuidados foram tomados ainda que boa parte destas instalações não faça parte da história. O uniforme das internas do Raio de Luz são caracterizados pelos tons azuis, além de outras cores nas mangas. Uma caracterização na telenovela são as histórias da personagem Mili, que receberam animação da equipe do SBT.

### Divulgação
O primeiro teaser da telenovela foi exibido no dia 26 de março de 2013. Dois meses depois, foram lançados novos comerciais apresentando os personagens principais e suas características. Foi criado um mini jornal chamado "Carrossel TV", mostrando os bastidores, entrevistas e contando um pouco sobre a história de Chiquititas; foi divulgado pela primeira vez em 17 de junho de 2013 ao vivo na bancada do telejornal SBT Brasil, com Maísa Silva como Valéria na bancada do mini jornal e Larissa Manoela (Maria Joaquina), Jean Paulo Campos (Cirilo), Nicholas Torres (Jaime), Mateus Ueta (Kokimoto) nos bastidores fazendo matérias. O mesmo programa fez duas reportagens, uma sobre a estreia e outra sobra a repercussão da trama. A 8 de julho, o programa Astros teve a presença das garotas do orfanato, que interpretaram a canção-tema. Três dias depois, o humorístico A Praça é Nossa recebeu o elenco da novela, e o jornalístico Conexão Repórter cobriu os bastidores de Chiquititas com uma matéria de uma hora de duração. No dia 10 do mesmo mês, Arnaldo Saccomani, produtor musical da trama, foi ao Programa do Ratinho e mostrou trechos dos vídeos musicais de "Remexe" e "Igual aos Demais". Dois dias depois, as internas do orfanato Raio de Luz foram ao mesmo programa.
Em 14 de julho, faltando um dia para a estreia, os programas Domingo Legal e Eliana receberam e foram até os estúdios da atração ao vivo com o elenco, e no fim do dia, a autora Íris Abravanel deu uma entrevista para o De Frente com Gabi, contando novidades sobre a novela e sua vida pessoal. Em 4 de agosto, o elenco voltou ao Domingo Legal para participar do quadro "Passa ou Repassa". O elenco da telenovela aparece recorrentemente nos programas Bom Dia & Cia. e Sábado Animado, cujos apresentadores são revezados entre os atores mirins de Carrossel. Além disso, a emissora VTV, afiliada ao SBT, fez um espaço em um shopping center, chamado de "Espaço VTV Chiquititas" onde as crianças dançavam e brincavam com os personagens da novela. No dia 13 de outubro, o elenco mirim participou do quadro "Afunda ou Boia?" no Domingo Legal, em sua edição especial de Dia das Crianças, e à noite, Giovanna Grigio e Gabriel Santana foram entrevistados por Marília Gabriela. O elenco da novela participou ainda do Teleton de 2013, abrindo a maratona com a canção "Depende de Nós", que cantaram junto a Eliana. Além disso, fizeram mais participações ao longo do programa, interpretando músicas como "Remexe" e "Todo Mundo Chique".

## Exibição
O primeiro capítulo de Chiquititas foi exibido no dia 15 de julho de 2013 na faixa das 20h30min pelo SBT. A telenovela infanto-juvenil foi exibida de segunda a sexta, com a classificação indicativa de livre para todos os públicos. Arthur Vivaqua, do iG, notou que como o folhetim aborda temas mais adultos que o anterior, a recomendação poderia ter sido alterada: "A nova novela, porém, pode esbarrar em alguns problemas, sendo um deles a classificação indicativa já que Chiquititas possuirá personagens adolescentes e, consequentemente, abordará temáticas mais complexas. Com isso, a 'classificação livre' dada ao Ministério Público pode ser perdida por Chiquititas, o que, por sua vez, pode comprometer seu horário de exibição". De acordo com ele, a autora teria sido orientada a abordar temas mais adultos - como o sexo, por exemplo - de forma "sutil, sem comprometer a audiência das crianças". Para Vivaqua, o desafio da produção "passa, então, a ser o de mesclar, na medida correta, os dilemas da adolescência com a inocência da infância".
| “ | Uma das principais preocupações do SBT nesta adaptação de Chiquititas, feita por Íris Abravanel, é fazer com que a novela mantenha a classificação livre. É que, ao contrário de Carrossel, cuja trama girava em torno das crianças, com suas questões restritas ao universo infantil, Chiquititas terá personagens de 16, 17 anos. O desafio de Íris é abraçar temas mais adultos, como sexo, de forma mastigada, sem ferir o público infantil. | ” |

Durante as duas primeiras semanas de exibição, Chiquititas não teve nenhum intervalo, e a vinheta de abertura era exibida no final da telenovela. Após a terceira semana, já eram exibidos comerciais, porém a abertura ainda era exibida no fim. Originalmente era previsto que a produção ficasse no ar até abril de 2015, com 445 capítulos. Em novembro de 2013, de acordo com Ricardo Mantoanelli, diretor, a ideia era "manter Chiquititas no patamar que está e fazer da Patrulha Salvadora um sucesso, para que tenhamos mais temporadas e possamos incluir na grade de programação. E assim, formarmos um núcleo de teledramaturgia". A telenovela já é uma das maiores produções brasileiras de todos os tempos em número de capítulos, tendo atingido a marca de 500 capítulos em 12 de junho de 2015.
Em maio de 2015, estrearam os primeiros teaser da sucessora, Cúmplices de um Resgate, e em meados de junho, foram ao ar as primeiras chamadas anunciando a reta final de Chiquititas, cujo último capítulo foi ao ar em 14 de agosto de 2015.

### Reprises
Em agosto do ano seguinte, começaram a ir ao ar as chamadas para a reprise da telenovela, que substituiu a reexibição de Carrossel no horário das 21h15min a partir do dia 12 de setembro de 2016. A reprise chegou ao fim em 8 de janeiro de 2019, totalizando 605 capítulos e sendo substituída pela reexibição de Cúmplices de um Resgate.
Foi novamente reprisada de 29 de junho de 2020 a 6 de outubro de 2021 como uma edição especial, em 340 capítulos, substituindo As Aventuras de Poliana na faixa das 21h00min, já que a continuação da novela, intitulada Poliana Moça, teve as gravações interrompidas devido às medidas protetivas contra a Pandemia de COVID-19. Nessa reprise, a trama também ganha exibição aos sábados a partir do dia 26 de dezembro de 2020 na faixa das 20h30min.
Como Poliana Moça ainda estava em fase de retomada das gravações, a novela foi substituída pela reprise de Carinha de Anjo. A trama não foi exibida no dia 15 de julho de 2020 por conta da transmissão da grande final do Campeonato Carioca de Futebol entre Flamengo e Fluminense. Também não foi exibida durante os meses de setembro e dezembro de 2020 e janeiro de 2021 nas quartas-feiras e entre fevereiro, maio, julho, agosto e setembro de 2021 nas terças-feiras por conta das transmissões das partidas da Copa Libertadores da América, e nos dias 17 e 23 de junho, 3, 9 e 10 de julho devido à transmissão de jogos da seleção brasileira e da fase final da Copa América de 2021 e no dia 19 de agosto por conta da reapresentação do documentário de Sílvio Santos, fazendo parte das comemorações dos 40 anos do SBT.
Em 1 de abril de 2021, foi exibida, no encerramento da trama, uma homenagem ao ator João Acaiabe, que faleceu no dia anterior vítima de COVID-19. Em 11 de agosto de 2021, por ordem do Ministério da Justiça, o SBT mudou a classificação indicativa da novela de "Livre para todos os públicos" para "Não recomendado para menores de 12 anos"

#### Transmissão local
Foi reprisada pela terceira vez de 2 de maio de 2023 a 15 de março de 2024, em 225 capítulos, substituindo Pícara Sonhadora (no sinal do SBT São Paulo) e as séries Henry Danger (no SBT Pará) e iCarly (no SBT RS) e sendo substituída por Carinha de Anjo. Essa reprise, além de ser em comemoração aos 10 anos da novela, foi exibida apenas para as praças que não exibem a programação local no horário das 13h, sendo a última nesse formato. Não foi ao ar nos dias 12 de outubro, 25 de dezembro de 2023, 1.° de janeiro e 13 de fevereiro de 2024 devido à exibição do especial Feriadão SBT.

#### streaming
Está sendo exibida pelo canal fast TV ZYN desde 06 de janeiro de 2025 no streaming +SBT.

### Exibição internacional
Chiquititas foi exibida em Angola e Moçambique às 17h e 18h, respectivamente, pelo canal da TV paga Mais Novelas a partir de 18 de julho de 2014. No dia 1 de julho de 2015, a telenovela mudou-se para o canal ZAP Novelas, encerrando em 4 de maio de 2016. Ambos os canais são pertencentes à operadora Zap nesses dois países.
| País                                     | Canal                          | Estreia             | Término           |
| ---------------------------------------- | ------------------------------ | ------------------- | ----------------- |
| Angola                                   | Mais Novelas / Zap Novelas     | 18 de julho de 2014 | 4 de maio de 2016 |
| Moçambique                               | Mais Novelas / Zap Novelas     | 18 de julho de 2014 | 4 de maio de 2016 |
| Moçambique                               | TV Miramar (Record Moçambique) | 2 de maio de 2016   | Presente          |
| União Europeia e demais países da Europa | Record Europa                  | 6 de março de 2017  | Presente          |
| Japão e Austrália                        | Record Japan                   | 6 de março de 2017  | Presente          |
| Canadá e Estados Unidos                  | Record Américas                | 6 de março de 2017  | Presente          |

### Vinheta de abertura
O elenco interpreta o tema de abertura da telenovela, "Remexe", que é baseado em "Rechufas", canção usada na versão argentina. Como notado por Fábio Garcia do portal Coisas de Novela, a letra sofreu "ligeiras alterações". "Dá para reparar que a música está com a letra ligeiramente diferente, além de ser tocada em uma velocidade um pouco mais baixa. Talvez seja para que a letra fique bem clara na cabeça das pessoas, ao contrário das canções antigas de Chiquititas que eram quase impossíveis de se descobrir o que as meninas estavam cantando, seja pela gritaria desenfreada das crianças ou porque as televisões daquela década não possuíam recursos bons para transmitir um som menos abafado", comentou. Produzida pela emissora, a vinheta que inicia a telenovela começa com Dani brincando de amarelinha, e então segue para as garotas do orfanato Raio de Luz imaginando que estão em uma tempestade, e depois em uma barraca. O vídeo termina com todo o elenco dançando e cantando os versos da música. Wesley Ferreira do OCanal disse que o SBT "lançou a abertura e impressionou pela qualidade e efeitos em 3D." Já Gabriel Vaquer do NaTelinha notou que a vinheta foi digna do "Padrão Globo de Qualidade". Wallace Carvalho, do MSN, citou que a abertura nem aparenta ser criada pela emissora, destacando que a ideia de mostrar o poder da imaginação das crianças casou perfeitamente com a proposta da telenovela. Jorge Brasil, da revista Contigo!, comentou: "O SBT está dando um banho na Globo no que se refere às aberturas das telenovelas. A de Carrossel já era uma graça e a de Chiquititas também é muito simpática e criativa. Parabéns!". Uma nova versão da abertura é transmitida desde dia 12 de maio de 2014, contendo os 25 atores mirins da trama.
A telenovela ganhou o prêmio de Melhor Abertura na Promax Latin América no ano de 2014. Na categoria, também concorriam Globo com a abertura da Fórmula 1 e Record com a de José do Egito.

## Trilha sonora
Após o fim das atividades musicais de Carrossel, foi informado que produção musical de Chiquititas continuaria a cargo de Arnaldo Saccomani e Laércio Ferreira, com o SBT Music em parceria com a Building Records para distribuir as obras. Saccomani, que também produziu os discos da edição de 1997, ficou encarregado de ouvir todas as trilhas sonoras da versão para montar o primeiro CD da nova trama, contendo regravações e canções originais. A gravação do primeiro disco começou em 22 de janeiro de 2013 e nos testes de elenco foram priorizadas crianças que cantem e atuem para participarem do álbum. O CD seria lançado trinta dias após a estreia, porém essa data foi adiada para 28 de agosto de 2013 na edição digital e a física para 3 de setembro de 2013. O disco é distribuído com 26 adesivos exclusivos.
No alinhamento estão incluídas faixas como "Sinais", "Até Dez" e "Crescer", além das originais "Abraça o Mundo" e "Sempre Juntos". Também foram realizadas versões de "Palco" de Gilberto Gil, "Quero te Encontrar" de Buchecha, "Erva Venenosa" de Rita Lee, "A Festa Ainda Pode ser Bonita" de Roberto Leal, "Minha Rainha" da banda Tihuana, "Um Dia, Um Adeus" de Vanessa da Mata, "Velha Infância" de Marisa Monte  e "Grava Essa Ideia" de Grupo é D+. A cantora e apresentadora Priscilla Alcântara revelou através do seu perfil do Twitter que gravou uma canção para a telenovela, "Da Água pro Vinho". Larissa Manoela também gravou uma faixa, "Te Gosto Tanto". Da mesma forma que a novela anterior, todo capítulo foi precedido por algum clipe gravado por algum integrante do elenco. Inicialmente em Chiquititas, aparecia a palavra "clipe" colorida na tela, que indicava a  o começo de um videoclipe, tempos depois retirado e passou-se a colocar diretamente o vídeo. A direção dos videoclipes ficou a cargo de Ricardo Mantoanelli. A novela teve, no total, cerca de 25 vídeos musicais gravados, todos em alta definição.

## Repercussão

### Audiência
Exibição original
| “                                   | Agora a expectativa é o contrário [de Carrossel]. A gente espera que seja uma excelente audiência e pode ser que não seja. É um tiro no escuro que nós vamos dar em repetir um tema, o tema das crianças. | ” |
| — Reynaldo Boury, em abril de 2013. | |   |

Com uma meta de 7 pontos por capítulo, Chiquititas estreou com 14 pontos na Grande São Paulo, ficando assim na vice-liderança do horário e conseguindo um ponto a mais do que a estreia de Carrossel. A telenovela, no dia seguinte, manteve uma audiência próxima, com 13 pontos. Já Carrossel, exibida na faixa da 21h15min, obteve a mesma colocação. Durante o decorrer da semana, a produção perdeu um ponto de audiência a cada dia, terminando a quinta-feira com 11 pontos, contra 27 da Rede Globo e 7 da Rede Record. No dia seguinte, recuperou os 13 que havia conseguido. Mesmo com seus altos e baixos, obteve, durante sua primeira semana, a vice-liderança isolada. Na semana seguinte, quebrou seu próprio recorde, marcando 16 pontos na segunda-feira. Em 5 de agosto de 2013, a telenovela registrou um recorde negativo: pela primeira vez ficou em terceiro lugar, com 10,5 pontos, contra 10,8 da Rede Record, que mudou o tempo de arte do Cidade Alerta para coincidir com a atração do SBT. No dia seguinte, empatou com a concorrente, com dez pontos; pouco depois, voltou a vencer da emissora de Edir Macedo. No Rio de Janeiro, a regravação estreou com treze pontos, e durante suas semanas de transmissão, chegou a conquistar 17 pontos. Durante seu primeiro mês, conquistou média de 11 pontos e 17% de share na capital fluminense.
Alguns jornalistas, como os da equipe do portal Boa Informação, compararam os índices aos da primeira versão, dizendo que são praticamente "idênticos". Para Aaron Racanicchi, do TV Foco, os resultados estão em alta por causa de cinco motivos, apontados por ele em uma postagem: O legado de Carrossel, os "ótimos" atores mirins, o fator nostalgia, a abertura e o fato de que apesar de ser voltada para o público infantil, possuir histórias que agradam a todas as idades. Uma pesquisa realizada pelo jornal Folha de S.Paulo revelou que a maioria das pessoas que assistem a telenovela são do sexo feminino, e que houve um crescimento de 30% do público de 50 anos ou mais em relação à Carrossel. Este público corresponde à 17% do total em Chiquititas, superando os números da outra telenovela, que eram um total de 13%. Para Fábio Garcia do POP, a "guerra" de audiência se iniciou na terceira semana de exibição, após a telenovela não dividir mais seu horário. Além disso, a hashtag #Chiquititas ficou no primeiro lugar dos assuntos mais citados da rede social Twitter.
Em seu decorrer, a telenovela alcançou índices acima da média da emissora, apesar de ocasiões pontuais de classificação baixa. Na primeira quinzena de novembro de 2013, a média foi de 9,9 pontos, contra 11,2 no mesmo período de outubro e 11,3 em setembro. Na semana iniciada em 18 de novembro, obteve 7 pontos de média, porém o desempenho foi aumentado na quinta-feira (21), com dez pontos. Houve uma queda de 11,5% de audiência na exibição dos 90 primeiros capítulos de Chiquititas em comparação a Carrossel, com média de 11 pontos contra 13 da antecessora. Segundo o portal NaTelinha, foi registrada uma baixa na audiência entre novembro de 2013 e fevereiro de 2014, uma vez que "os adultos começaram a ganhar espaço" e também devido "à falta de publicidade excessiva que tinha [com as crianças de Carrossel] em programas da casa como o Programa do Ratinho, Eliana e Domingo Legal".
Em 2014, por outro lado, ocorreu um crescimento de 45% na audiência até o mês de maio e a trama terminou o ano com a maior média de audiência da programação do SBT, 11 pontos, sendo que o capítulo exibido em 17 de novembro de 2014 registrou sua maior audiência na Grande São Paulo desde a estreia, 15 pontos. Em março de 2015, Chiquititas ocupava a primeira colocação de audiência entre crianças de 4 a 11 anos, com média de 9,6 pontos, e na faixa de 12 a 17 anos, com 8,9 pontos. Com uma média geral de 11 pontos, na reta final passou a perder a vice-liderança para a Rede Record em algumas datas, mesmo mantendo sua audiência estável. Em Goiânia obteve 16,9 pontos de média em 30 de junho de 2015, ocupando a liderança na capital goiana nesta data, e na Grande São Paulo alcançou 13 pontos em 3 de agosto de 2015, quando passou a dividir espaço com os primeiros capítulos de Cúmplices de um Resgate, mantendo valores estáveis nos dias seguintes. O último capítulo da trama ficou em terceiro lugar na Grande São Paulo, atrás de Os Dez Mandamentos, marcando 13,7 pontos de média e 14,8 de pico, o equivalente a 2 milhões e 528 mil espectadores, enquanto a produção da Record obteve uma média de 14,7.
Primeira reprise
A primeira reprise em 2016 estreou com 13 pontos, chegando a 14 pontos em seu terceiro capítulo. Se estagnou entre 9 e 11 pontos durante toda a sua exibição. Sua maior audiência foi de 15 pontos, registrada em 5 de setembro de 2018 e sua pior audiência foi registrada em 31 de dezembro de 2018 com 4 pontos. O último capítulo exibido em 8 de janeiro de 2019 teve 14 pontos. Fechou com a média geral de 10 pontos, dobrando os índices do horário nobre.
Segunda reprise
Já na sua segunda reprise reestreou com 7.9 pontos, derrubando a média do horário das 21 horas. Em seu terceiro capítulo, amargou 7 pontos. Já seu quinto capítulo chegou a apenas 6,5 pontos, empatando com a reprise de Apocalipse. Em 10 de julho de 2020, bate seu primeiro recorde com 8,2 pontos. Em 29 de julho de 2020, bate seu segundo recorde com 8,8 pontos chegando a picos de 10. Em 2 de setembro de 2020, bate mais um recorde com 9,3 pontos. Em 9 de setembro de 2020, chega aos 9,8 pontos. Em 31 de dezembro de 2020, registra sua pior audiência com 4 pontos, ficando em terceiro lugar. Em sua estreia aos sábados no dia 26 de dezembro de 2020, registrou 4,9 pontos, alavancando a média do horário nobre. O último capítulo registrou 10,3 pontos, sendo essa a sua maior audiência em toda a sua exibição. Teve média geral de 6,8 pontos, apresentando desempenho razoável.
Terceira reprise
O primeiro capítulo registrou 3,3 pontos. O segundo capítulo registrou 3 pontos. O quarto capítulo registrou apenas 2,4 pontos. Em 10 de maio registrou 3,9 pontos. No dia 24 registrou 4,1 pontos. No dia seguinte (25), registrou 4,3 pontos. Em 14 de junho registrou 4,5 pontos. O último capítulo registrou 3,6 pontos. Teve média geral de 3,1 pontos, mantendo o público da faixa das 13h.

### Avaliação em retrospecto

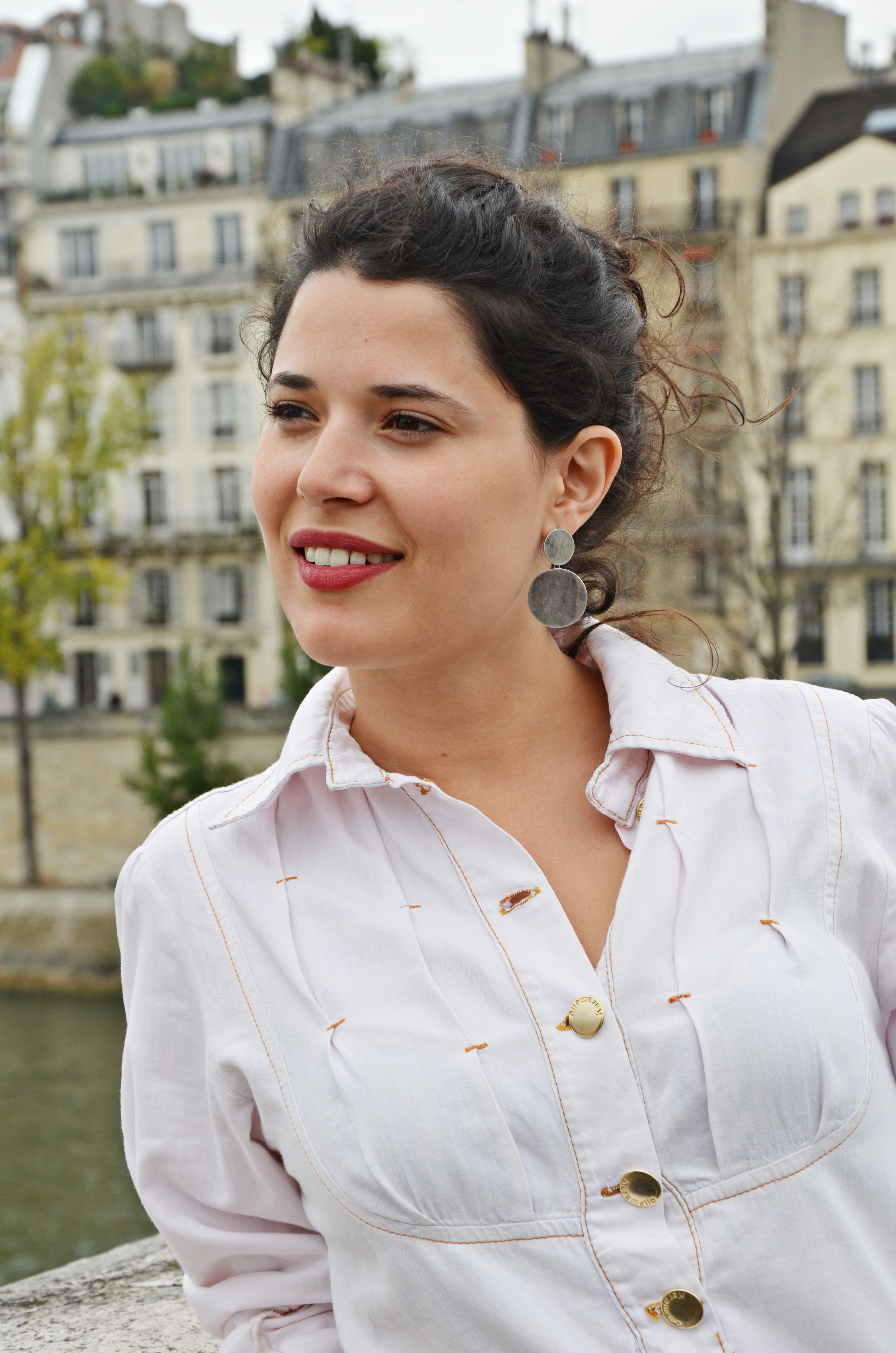
Manuela do Monte interpretou Carol.

Nilson Xavier (UOL), Gabriel Vaquer (NaTelinha) e Wallace Carvalho (MSN) elogiaram os cenários espaçosos e bonitos, enquanto os dois primeiros criticaram a declamação de textos, que segundo Nilson seria mais do que normal por ser o primeiro trabalho de todas ali, para Gabriel, as crianças "nem ligam para isso". Gabriel também comentou que os atores foram bem escolhidos, e acrescentou que foi a melhor abertura de todos os tempos na emissora e na televisão em geral.  Nilson também citou que na abertura da telenovela já deixou bem claro que a telenovela foi gravada em São Paulo, diferente das Chiquititas anteriores que por meio de contrato tiveram que filmar em Buenos Aires, por causa de sua detentora Telefé. Ele criticou apenas o período de exibição da telenovela, que deverá conter a mesma duração de Carrossel — cerca de um ano, o que cansa os telespectadores.
Para Wallace, a trama repetiu os mesmos erros e virtudes de Carrossel. Segundo ele, os atores experientes não conseguiram achar o tom nos personagens para um folhetim infantil, ao contrário dos mirins, exceto Giulia Garcia, que interpreta Ana, por conta de seu personagem mais depreciativo. No roteiro, Íris Abravanel juntamente com sua equipe foi elogiada pela evolução na criação dos textos, mas foram criticados pela falta de diálogos fortes. Nos clipes, Wallace citou a falta de ensaios nas coreografias e que este fato pode ser tão importante quanto os textos. Na abertura com "Remexe", ele citou que o mesmo nem aparenta ser criada pela emissora, destacando que a ideia de mostrar o poder da imaginação das crianças casou perfeitamente com a proposta da telenovela. Finalizando, ele citou que foi mantida a coreografia original e ainda colocaram o elenco adulto para dançar.
Patrícia Kogut do jornal O Globo notou que "Na estrutura, Chiquititas — direção-geral de Reynaldo Boury — não se distancia da versão de 97. É o mesmo orfanato habitado por personagens tipificados: a líder de boa cabeça, a invejosa, a engraçada, a gulosa etc." Para ela, a decisão de exibir uma novela infantil "atrás da outra" acaba tornando-se uma ideia "sensata" se levarmos em conta o público "fiel" de Carrossel. Ela terminou dizendo que "é um conto de fadas com final previsível, mas correto".  Jorge Brasil da Contigo! elogiou as sete internas do orfanato Raio de Luz, o núcleo dos garotos de rua, os clipes e os coadjuvantes. Ele destacou Giovanna Grigio e Rayssa Chaddad, citando-as como "maravilhosas". Jorge criticou apenas os personagens de Manuela do Monte e Guilherme Boury e o cenário que, de acordo com ele, parece "de papelão".
Thiago Azanha, do site da revista Caras, ascendeu a semelhança de Giovanna Grigio, atriz que interpreta Mili, com Fernanda Souza, que havia interpretado o papel nas versões anteriores, e que Chico, interpretado por João Acaiabe, apresenta semelhanças a Gésio Amadeu, acrescentando que todos lembram muito seus personagens anteriores. Ele também disse que os atores que vivem na rua foram exibidos no primeiro episódio, ao contrário do feito anterior, em que eles foram apresentados somente quatro meses depois. Thiago também elogiou o cenário, dizendo que ele é lúdico e colorido, o que faz com que a criança fique mais atenta aos detalhes. Por fim, ele disse que as crianças não ficaram sem uma "história leve e divertida na faixa noturna [e] [que] o SBT provou, mais uma vez, que sabe fazer novelas para o público infantil num tom familiar".  José Armando Vannucci, do blog Parabolica, elogiou a fotografia, a cor, o ritmo e o elenco infantil, além do texto que segundo ele aparenta ser de fácil entendimento ao seu foco — as crianças. Também elogiou como o primeiro clipe foi inserido na trama.

#### Reação do elenco de 1997
O elenco da versão de 1997 reagiu bem à refilmagem. A atriz Flávia Monteiro, que interpretou Carolina na versão original, disse ter certeza de que seria um sucesso. "Eu tenho certeza de que será um grande sucesso. Eu espero que eles mantenham a magia e a sensibilidade. [...] É importante não perder o lúdico e a alegria que existia", comentou. Fernanda Souza também demonstrou pensamentos positivos quanto à nova versão, estatando que "Chiquititas foi um trabalho muito bonito e é o que as adolescentes e as crianças de hoje estão precisando. Era uma novela inocente em tudo: na história, nos cenários, nas músicas, nos figurinos. É essa inocência que está em falta hoje em dia". Quanto à interpretação de Mili, ela disse que "foi um papel muito especial" para si, e que tinha certeza de que "marcaria a vida da atriz que a interpretasse no remake". Fernanda também conheceu Giovanna Grigio, intérprete de Mili, e a desejou "toda sorte do mundo". Já o humorista Nelson Freitas, que fez o papel de Dr. Fernando, disse que a novela com certeza trará bons resultados, mas que não terá "a força" da original.
| “ | Não se pode negar que Chiquititas foi um marco na TV Brasileira, uma febre que tomou toda uma geração infanto-juvenil nos anos 90, licenciando toda sorte de produtos e ganhando significativos pontos no Ibope. Acredito que o remake venha a ter um bom resultado, porém, a força do ineditismo que teve a primeira versão será um desafio suplantar. | ” |

### Dos temas abordados
Pouco antes à estreia, a autora do folhetim, Íris Abravanel, comentou que equilibraria temas densos, como o bullying e abandono, com música e mensagens de esperança. O bullying é um tema que a escritora já havia incluído em trabalhos anteriores, como em Carrossel, que o personagem Cirilo (Jean Paulo Campos) sofria com o racismo de sua paixão esnobe Maria Joaquina (Larissa Manoela). Ambos personagens foram bastante comentados à época da exibição. Foi revelado por João Fernando do O Estado de S. Paulo que a telenovela também trataria de temas da internet. A escritora chegou a comentar o assunto, dizendo que ela trataria sobre a "mudança na vida das crianças, que se envolvem demais com o computador e se esquecem da família. Vai ter blog, essas parafernálias todas. Não dá para deixar de fora, as crianças estão conectadas." Íris também disse que não fez muita pesquisa para fazer os textos dos órfãos.

### Prêmios e indicações
A protagonista Giovanna Grigio, intérprete de Mili, foi indicada ao Prêmio Extra de Televisão, organizado pelo jornal homônimo, na categoria de "atriz mirim". Pelo prêmio Melhores do Ano, promovido pelo portal NaTelinha da UOL, Chiquititas foi selecionada para concorrer como "melhor novela" e Giovanna para "atriz revelação" e "atriz mirim". Ainda, patrocinado pelo mesmo servidor, a Retrospectiva UOL, enquete de premiação anual, indicou a autora à categoria de "melhor novela" e os personagens Mosca e Mili, de Gabriel Santana e Giovanna Grigio, para "melhor par romântico". Cinthia Cruz recebeu uma condecoração da revista Top Business por sua atuação como Cris, na categoria de "atriz mirim revelação".
O troféu Imprensa é uma premiação anual que avalia a televisão e a música conforme a escolha de dez formadores de opinião. Nesta entrega, a história foi indicada à "melhor novela", mas perdeu para Amor à Vida. O troféu Internet é semelhante, mas é entregue conforme opinião pública. A trama foi selecionada à categoria de "melhor novela", Guilherme Boury, João Acaiabe e Gabriel Santana foram indicados à "melhor ator", enquanto Carla Fioroni à "melhor atriz". Giovanna Grigio e Rayssa Chaddad representaram a obra na categoria "revelação". Nesta entrega, a obra televisiva não recebeu nenhum prêmio. No prêmio organizado pela revista Minha Novela, Giovanna Grigio e Gabriela Saraivah foram selecionadas para concorrer em "melhor atriz infantil". No ano em que a telenovela chegou a seu fim, foi indicada à categoria de "Programa Brasileiro Favorito" do Meus Prêmios Nick, que é decidido mediante votação popular.
| Ano  | Prêmio                    | Categoria                       | Indicação                         | Resultado |
| ---- | ------------------------- | ------------------------------- | --------------------------------- | --------- |
| 2013 | Prêmio Extra de Televisão | Melhor atriz mirim              | Giovanna Grigio                   | Indicada  |
| 2013 | Retrospectiva UOL         | Melhor novela                   | Íris Abravanel                    | Indicada  |
| 2013 | Retrospectiva UOL         | Melhor par romântico            | Gabriel Santana & Giovanna Grigio | Indicado  |
| 2013 | Melhores do Ano NaTelinha | Melhor novela                   | Íris Abravanel                    | Vencedora |
| 2013 | Melhores do Ano NaTelinha | Atriz revelação                 | Giovanna Grigio                   | Vencedora |
| 2013 | Melhores do Ano NaTelinha | Melhor atriz mirim              | Giovanna Grigio                   | Vencedora |
| 2013 | Top Business              | Atriz mirim revelação           | Cinthia Cruz                      | Vencedora |
| 2014 | Troféu Imprensa           | Melhor novela                   | Íris Abravanel                    | Indicada  |
| 2014 | Troféu Internet           | Melhor novela                   | Íris Abravanel                    | Indicada  |
| 2014 | Troféu Internet           | Melhor ator                     | João Acaiabe                      | Indicado  |
| 2014 | Troféu Internet           | Melhor ator                     | Guilherme Boury                   | Indicado  |
| 2014 | Troféu Internet           | Melhor ator                     | Gabriel Santana                   | Indicado  |
| 2014 | Troféu Internet           | Melhor atriz                    | Carla Fioroni                     | Indicada  |
| 2014 | Troféu Internet           | Revelação                       | Giovanna Grigio                   | Indicada  |
| 2014 | Troféu Internet           | Revelação                       | Rayssa Chaddad                    | Indicada  |
| 2014 | Prêmio Minha telenovela   | Melhor atriz infantil           | Gabriella Saraivah                | Vencedora |
| 2014 | Prêmio Minha telenovela   | Melhor atriz infantil           | Giovanna Grigio                   | Indicada  |
| 2014 | Prêmio Contigo! de TV     | Novela do Ano                   | Íris Abravanel                    | Indicada  |
| 2014 | Prêmio Contigo! de TV     | Melhor Autor de Novela          | Íris Abravanel                    | Indicada  |
| 2014 | Prêmio Contigo! de TV     | Melhor Ator Infantil            | Filipe Cavalcante                 | Indicada  |
| 2014 | Prêmio Contigo! de TV     | Melhor Ator Infantil            | Gabriel Santana                   | Indicada  |
| 2014 | Prêmio Contigo! de TV     | Melhor Atriz Infantil           | Giovanna Grigio                   | Indicada  |
| 2014 | Prêmio Contigo! de TV     | Melhor Diretor de Novela        | Reynaldo Boury                    | Indicada  |
| 2014 | Melhores do Ano NaTelinha | Melhor Novela                   | Íris Abravanel                    | Vencedora |
| 2014 | Melhores do Ano NaTelinha | Ator/atriz mirim ou adolescente | Giovanna Grigio                   | Vencedora |
| 2015 | Meus Prêmios Nick         | Programa Brasileiro Favorito    | Íris Abravanel                    | Vencedora |

## Produtos
Da mesma forma que Carrossel, foram lançados diversos produtos para divulgar o folhetim. De acordo com o diretor comercial do SBT, Glen Valente, inicialmente, seriam 350 tipos de produtos com a marca, e a estimativa era que se superasse a marca de 500 produtos licenciados, número superior à novela exibida anteriormente, onde foram distribuídos 350 produtos. "Estamos prevendo que Chiquititas gere mais de 350 itens, de diferentes tipos. Desde o ano passado estamos fazendo o planejamento comercial da novela e temos certeza de que os números vão superar os ótimos resultados de Carrossel", comentou Valente. Primeiramente, foram lançados 40 produtos, contra 30 da novela anterior, e os outros começaram a ser vendidos ao longo da trama. O faturamento esperado era de mais de R$ 100 milhões, marca ultrapassada ainda no primeiro ano na novela, chegando a ter crescimento de 25% em relação à antecessora, Carrossel.
Chiquititas estreou com cinco cotas de patrocínio vendidas. As mesmas empresas que patrocinaram a telenovela anterior também contribuíram com esta, são elas: Omo, Lifebuoy, Vim, Chamyto e Cacau Show. De acordo com a emissora, não seria utilizada nenhuma criança na ação de merchandising. Dentre os produtos licenciados, foram lançados bonecas, materiais escolares, brinquedos diversos e decoração para festas. A rede de fast-fashion C&A fechou parceria com o SBT e produziu uma linha de roupas baseada nos personagens da telenovela. Ela foi desenvolvida em março e lançada em novembro de 2013. A editora Panini licenciou o lançamento de um livro ilustrado, enquanto a Editora Abril lançou uma revista oficial da trama, com entrevistas e fotos e a On Line Editora ficou responsável por outros lançamentos, como livros e revistas educativas. Todos dos os produtos, além de vendidos nas lojas por todo o país, podiam ser obtidos também através da SBT Store, a loja oficial da emissora, criada em parceria com a BandUp!, empresa especializada em lojas virtuais customizadas.